# Get Closer (Linda Ronstadt)
Get Closer è un album in studio della cantante statunitense Linda Ronstadt, pubblicato nel 1982.

## Tracce
1. Get Closer – 2:29 (Jon Carroll)
2. The Moon Is a Harsh Mistress – 3:03 (Jimmy Webb)
3. I Knew You When – 2:53 (Joe South)
4. Easy for You to Say – 4:03 (Webb)
5. People Gonna Talk – 2:38 (William Wheeler, Lee Dorsey, Morris Levy, Clarence L. Lewis)
6. Talk to Me of Mendocino – 2:57 (Kate McGarrigle)
7. I Think It's Gonna Work Out Fine (con James Taylor) – 4:01 (Rose Marie McCoy, Sylvia McKinney)
8. Mr. Radio – 4:07 (Roderick Taylor)
9. Lies – 2:35 (Buddy Randell, Beau Charles)
10. Tell Him – 2:35 (Bert Berns)
11. Sometimes You Just Can't Win (con J. D. Souther) – 2:30 (Smokey Stover)
12. My Blue Tears (con Dolly Parton & Emmylou Harris) – 2:40 (Dolly Parton)